# Rocky Ponds Railway Station
Rocky Ponds Railway Station var en järnvägsstation belägen i Galong i New South Wales i Australien på järnvägsbanan Main Southern Railway. Två stationer har burit namnet Rocky Ponds, den första av dessa öppnades 12 mars 1877 då Main Southern Railway mellan Bowning och Cootamundra invigdes, och stängdes den 16 april 1916. Den andra stationen som burit namnet öppnades den 16 april 1916, då en ny dubbelspårig bana invigdes, och stängdes den 9 mars 1975. Det var nära stationen som järnvägsolyckan i Rocky Ponds inträffade den 30 juni 1948.